# Pauline du Cœur Agonisant de Jésus
Pauline du Cœur Agonisant de Jésus (Vigolo Vattaro, 16 décembre 1865 — São Paulo, 9 juillet 1942) est une religieuse italo-brésilienne fondatrice des Petites Sœurs de l'Immaculée Conception canonisée le 19 mai 2002 par le pape Jean-Paul II.

## Biographie
Amabile Lucia Visintainer naît en Italie en 1865 dans une famille pauvre avant d'immigrer vers le Brésil à l'âge de 10 ans avec ses parents, comme de nombreux autres habitants de la région de Trente. Ils s'établissent à Nova Trento dans l'État de Santa Catarina,,.
Enfant, elle participe au service de la messe dans sa paroisse et, en 1895, elle prononce ses vœux, devient Sœur Pauline du Cœur Agonisant de Jésus et participe à la création des Petites Sœurs de l'Immaculée Conception. En 1903, elle quitte Nova Trento et s'installe dans le quartier d'Ipiranga, à São Paulo, pour s'occuper des orphelins et des esclaves abandonnés,,.
À partir de 1918, elle se retire de la vie publique pour se consacrer à la prière et à la contemplation. Dès 1938, elle connaît de sérieux problèmes de santé dus à ses crises de diabète qui lui valent une amputation du bras droit. Aveugle les derniers mois de sa vie, elle meurt le 9 juillet 1942.

## Béatification et canonisation
Elle est béatifiée en 1991 par le pape Jean-Paul II à l'occasion de son passage à Florianópolis. Elle est finalement canonisée le 19 mai 2002, toujours par Jean-Paul II, et reçoit officiellement le nom de Sainte Pauline du Cœur Agonisant de Jésus ((pt) Santa Paulina do Coração Agonizante de Jesus). Elle est la première sainte canonisée au Brésil,.